# Paratelmatoscopus truncatus
Paratelmatoscopus truncatus är en tvåvingeart som beskrevs av Duckhouse 1966. Paratelmatoscopus truncatus ingår i släktet Paratelmatoscopus och familjen fjärilsmyggor. Inga underarter finns listade i Catalogue of Life.